# Krüstchen

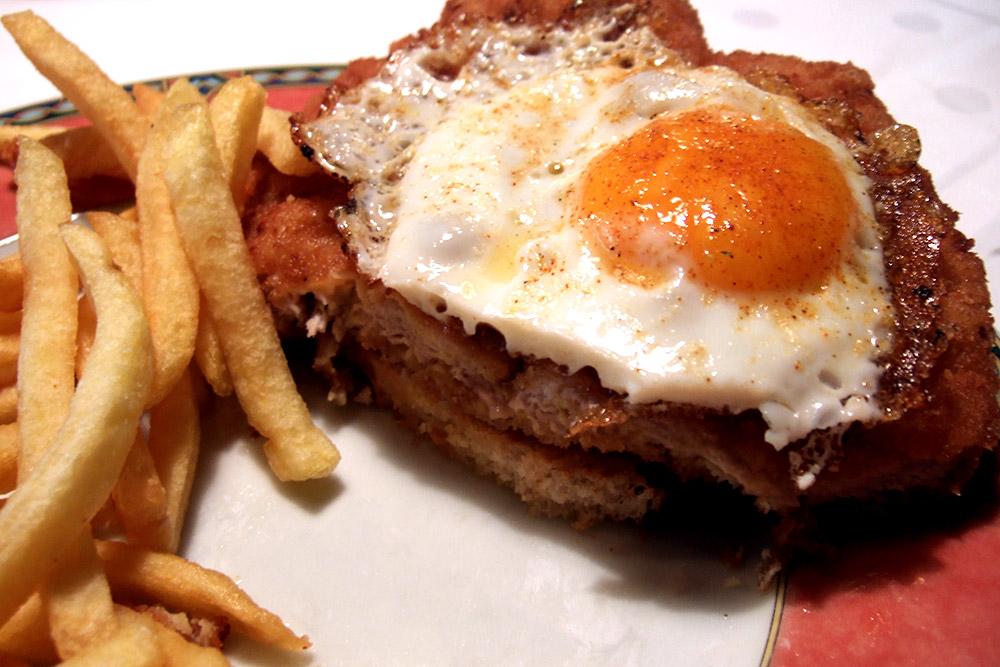
Ein Krüstchen-Gericht mit Spiegelei, Schnitzel und Toast sowie Pommes frites als Beilage

Ein Krüstchen (umgangssprachlich für Brotkante) ist im Ruhrgebiet, Rheinland, Sauerland sowie im Bergischen Land und im Siegerland der regionale Ausdruck für ein Gericht, das in der Regel aus einem mit einem Spiegelei belegten Schnitzel auf einer Scheibe Roggenbrot (Sauerland und Ruhrgebiet) oder Toastbrot (Rheinland) besteht, meist zusammen mit Kartoffelsalat (Rheinland), Pommes frites (Sauerland) oder Röstkartoffeln (bevorzugt im Ruhrgebiet). 
Im Raum Köln wird eine kleine – meist aufgewärmte – Portion Gulasch mit Röggelchen als Krüstchen warm oder Krüstchengulasch bezeichnet. „Kurstgin“ ist bereits im 16. Jahrhundert in Köln als abendliche Fastenspeise belegt. Nach dem Grundsatz „Liquida non frangunt ieiunium – Flüssiges bricht das Fasten nicht“ erfüllte ein Stück Brot mit einer trinkbaren Suppe das Fastengebot in der Fastenzeit (vgl. ähnlich Maultasche, auch Pharisäer).

## Ähnliche Gerichte
- Schnitzel Holstein
- Strammer Max